# Krieg der zwei Könige
Dromore – Derry – Bantry Bay – Newtownbutler – Carrickfergus – Newry – Cavan – Boyne – Athlone (1) – Limerick (1) – Cork – Athlone (2) – Aughrim – Limerick (2)
Der Krieg der zwei Könige (irisch Cogadh an Dá Rí) war ein militärischer Konflikt in Irland zwischen Wilhelm III. (Wilhelm von Oranien) und Jakob II., der von 1688 bis 1691 währte. Der Krieg war die Folge der Glorreichen Revolution. In der englischen Historiographie ist er bekannt als der Williamite War in Ireland oder als Jacobite War in Ireland.
Der Krieg wurde auf dem Territorium Irlands ausgetragen. Ziel Wilhelms III. war, die Kontrolle über das dritte britische Königreich zurückzugewinnen, da England und Schottland ihn bereits als König anerkannten und unter seiner Kontrolle standen. Jakob II. rechnete mit langen Feindseligkeiten und dem Übergang des Operationsgebietes von Irland nach Großbritannien und der Rückkehr auf den englischen Thron. Aber der selbstsichere Sieg Wilhelms III. zwang Jakob II. in der Schlacht am Boyne, seine Truppen zu verlassen und nach Frankreich zu fliehen. Danach wurden seine Truppen bei Aughrim erneut besiegt und sie kapitulierten schließlich in Limerick.